# Episodi di Caroline in the City (prima stagione)
La prima stagione della serie televisiva Caroline in the City è stata trasmessa in anteprima negli Stati Uniti d'America dalla NBC tra il 21 settembre 1995 e il 5 agosto 1996.
| nº | Titolo originale                            | Titolo italiano | Prima TV USA      | Prima TV Italia |
| -- | ------------------------------------------- | --------------- | ----------------- | --------------- |
| 1  | Pilot                                       |                 | 21 settembre 1995 |                 |
| 2  | Caroline and the Mugger                     |                 | 28 settembre 1995 |                 |
| 3  | Caroline and the Gay Art Show               |                 | 5 ottobre 1995    |                 |
| 4  | Caroline and the Bad Back                   |                 | 12 ottobre 1995   |                 |
| 5  | Caroline and the ATM                        |                 | 19 ottobre 1995   |                 |
| 6  | Caroline and the Folks                      |                 | 2 novembre 1995   |                 |
| 7  | Caroline and the Opera                      |                 | 9 novembre 1995   |                 |
| 8  | Caroline and the Balloon                    |                 | 16 novembre 1995  |                 |
| 9  | Caroline and the Convict                    |                 | 7 dicembre 1995   |                 |
| 10 | Caroline and the Christmas Break            |                 | 14 dicembre 1995  |                 |
| 11 | Caroline and the Gift                       |                 | 4 gennaio 1996    |                 |
| 12 | Caroline and the Married Man                |                 | 11 gennaio 1996   |                 |
| 13 | Caroline and the Twenty-Eight-Pound Walleye |                 | 25 gennaio 1996   |                 |
| 14 | Caroline and the Watch                      |                 | 1º febbraio 1996  |                 |
| 15 | Caroline and the Bad Date                   |                 | 15 febbraio 1996  |                 |
| 16 | Caroline and the Proposal                   |                 | 22 febbraio 1996  |                 |
| 17 | Caroline and the Kid                        |                 | 14 marzo 1996     |                 |
| 18 | Caroline and the Ex-Wife                    |                 | 28 marzo 1996     |                 |
| 19 | Caroline and the Movie                      |                 | 4 aprile 1996     |                 |
| 20 | Caroline and the Cereal                     |                 | 18 aprile 1996    |                 |
| 21 | Caroline and Richard's Mom                  |                 | 25 aprile 1996    |                 |
| 22 | Caroline and the Bridesmaids                |                 | 9 maggio 1996     |                 |
| 23 | Caroline and the Wedding                    |                 | 16 maggio 1996    |                 |
| 24 | Caroline and the Condom                     |                 | 5 agosto 1996     |                 |